# Laura Nappi
Laura Maria Nappi (ur. 11 grudnia 1949 w Genui) – włoska lekkoatletka, sprinterka, dwukrotna medalistka igrzysk śródziemnomorskich, olimpijka.

## Kariera sportowa
Odpadła w  eliminacjach sztafety 4 × 100 metrów na mistrzostwach Europy w 1971 w Helsinkach.
Zdobyła złoty medal w sztafecie 4 × 100 metrów i zajęła 4. miejsce w biegu na 100 metrów na igrzyskach śródziemnomorskich w 1971 w Izmirze. Odpadła w eliminacjach biegu na 50 metrów na halowych mistrzostwach Europy w 1972 w Grenoble. Na igrzyskach olimpijskich w 1972 w Monachium odpadła w ćwierćfinale biegu na 100 metrów i eliminacjach sztafety 4 × 100 metrów.
Zajęła 7. miejsce w sztafecie 4 × 100 metrów oraz odpadła w eliminacjach biegu na 100 metrów i biegu na 200 metrów na mistrzostwach Europy w 1974 w Rzymie. Zdobyła brązowy medal w sztafecie 4 × 100 metrów na igrzyskach śródziemnomorskich w 1975 w Algierze.
Była mistrzynią Włoch w biegu na 200 metrów w latach 1972–1974, w sztafecie 4 × 100 metrów w 1970 i 1973, w sztafecie 4 × 200 metrów w 1970, 1973 i 1974, w sztafecie 4 × 400 metrów w 1971 i w skoku w dal w 1976.
31 lipca 1974 w Rzymie wyrównała rekord Włoch w biegu na 200 metrów z czasem 23,6 s, a także sześć razy poprawiała rekord swego kraju w sztafecie 4 × 100 metrów, doprowadzając go do wyniku 44,56 s (8 września 1974 w Rzymie).
Jej rekord życiowy w biegu na 100 metrów wynosił 11,5 s (1972).